# قوات مشاة بحرية الولايات الكونفدرالية
مشاة بحرية الولايات الكونفدرالية هي أحد الفروع الرئيسية لقوات الولايات الكونفدرالية المسلحة أثناء الحرب الأهلية الأمريكية. تأسست بموجب قانون المؤتمر الكونفدرالي في 16 مارس 1861. يقدر عدد جنود هذه القوة عند تأسيسها بـ 45 ضابط و 944 جندي، وتمت زيادة العدد في 24 سبتمبر 1862 إلى 1026 جندي. بدأ تنظيم هذه القوة في مدينة مونتغومري في ولاية ألاباما، وتم الانتهاء من تنظيم هذه القوة في مدينة ريتشموند في ولاية فيرجينيا، بعد أن تم نقل عاصمة الولايات الكونفدرالية الأمريكية إلى مدينة ريتشموند. تم بناء مقرات ومرافق التدريب الرئيسية لمشاة بحرية الولايات الكونفدرالية في ريتشموند وبقيت فيها طوال فترة الحرب. استسلمت آخر فرقة تابعة لمشاة بحرية الولايات الكونفدرالية للولايات المتحدة في 9 أبريل 1865 ، واستسلمت الكونفدرالية نفسها للولايات المتحدة بعد شهر.

## الرتب العسكرية
| عقيد       | مقدم                   | رائد              | نقيب     | ملازم | ملازم ثاني |
| رقيب مساعد | Quartermaster Sergeant | Ordnance Sergeant | رقيب أول | رقيب  | عريف       |
| ---------- | ---------------------- | ----------------- | -------- | ----- | ---------- |

المصادر: